# Samsung Galaxy A24
Samsung Galaxy A24 là điện thoại thông minh dựa trên Android được thiết kế, phát triển và tiếp thị bởi Samsung Electronics, đây như là một phần của Samsung Galaxy dòng A. Điện thoại này được công bố vào ngày 19 tháng 4 năm 2023.

## Thư viện ảnh

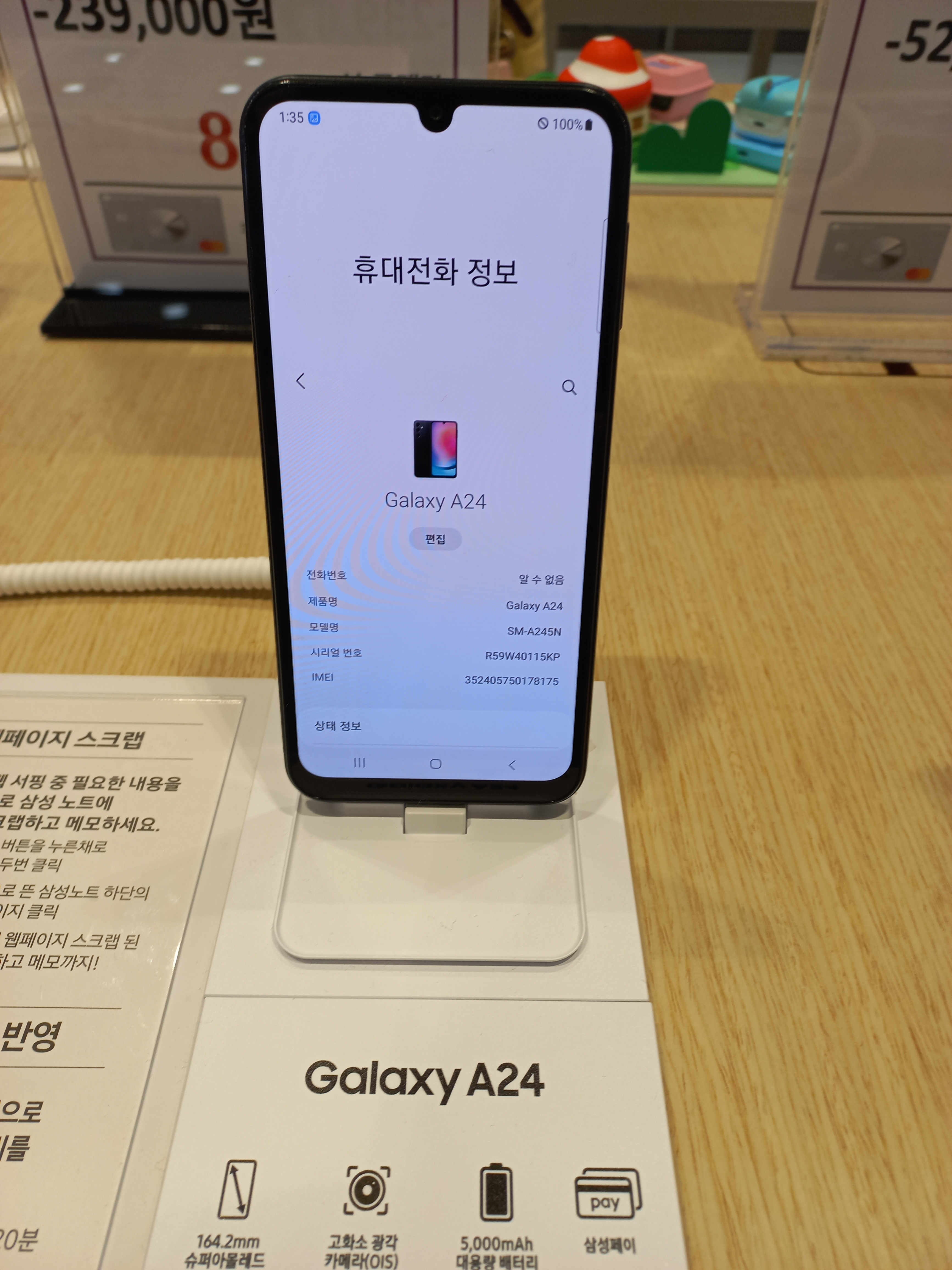
Mặt trước của Samsung Galaxy A24 với màn hình đang bật